# David Murray (coureur)
David Murray (Edinburgh, 28 december 1909 – Las Palmas de Gran Canaria, Spanje, 5 april 1973) was een Schots Formule 1-coureur. Hij nam tussen 1950 en 1952 deel aan 5 Grands Prix voor de teams Maserati en Cooper, maar scoorde hierin geen punten.